# Berlats
Berlats település Franciaországban, Tarn megyében. Lakosainak száma 113 fő (2022. január 1.). Berlats Fontrieu, Espérausses, Gijounet és Viane községekkel határos.

## Népesség
A település népességének változása:
| Lakosok száma | 103  | 103  | 105  | 105  | 104  | 103  | 101  | 107  | 113  |
|               | 2013 | 2015 | 2016 | 2017 | 2018 | 2019 | 2020 | 2021 | 2022 |